# Brandhalde
Das Gebiet Brandhalde ist ein 2007 eingerichtetes und mit Verordnung vom 5. Februar 2010 durch das Ministerium für Ernährung und Ländlichen Raum festgelegtes Vogelschutzgebiet im baden-württembergischen Landkreis Rottweil in Deutschland. Das deckungsgleiche Naturschutzgebiet entstand bereits durch Verordnung des Regierungspräsidiums Freiburg vom 10. November 1981.

## Lage
Das rund zehn Hektar (ha) große Natur- und Vogelschutzgebiet „Brandhalde“ liegt 2,4 Kilometer nördlich der Oberndorfer Stadtmitte. Die Gebiete sind deckungsgleich und erstrecken sich östlich des Stadtteils Aistaig und südöstlich des Neckars.

## Beschreibung
Das Vogelschutzgebiet wird beschrieben als „Teilbereich des oberen Neckartals mit einer naturhaften Landschaft von besonderer Eigenart und Schönheit, Lebensraum einer typischen Flora und Fauna, Bollerfelsen mit Steppenheidevegatationen, Magerrasenresten und ausgedehnten Wäldern“.

### Bedeutung
Das Vogelschutzgebiet „Brandhalde“ ist ein bedeutendes Brutgebiet für Wanderfalken in Baden-Württemberg.

### Lebensraumklassen
|                                                         |                                                         |  |      |      |
| Mischwald                                               | Mischwald                                               |  | 92 % | 92 % |
| Binnenlandfelsen, Geröll- und Schutthalden, Sandflächen | Binnenlandfelsen, Geröll- und Schutthalden, Sandflächen |  | 8 %  | 8 %  |
|                                                         |                                                         |  |      |      |

## Schutzzweck
Wesentlicher Schutzzweck des Naturschutzgebiets ist die Erhaltung der geschützten Teile der Brandhalde als Lebensraum einer für das obere Neckartal typischen Flora und Fauna mit zum Teil vom Aussterben bedrohten Pflanzen- und Tierarten und als naturhafte Landschaft von besonderer Eigenart und Schönheit.
Die gebietsbezogenen Erhaltungsziele sind je nach Art unterschiedlich beschrieben:

### Brutvögel
Brutvogelarten, die im Anhang I der Vogelschutzrichtlinie aufgelistet und für die in ganz Europa besondere Maßnahmen anzuwenden sind. In diese Kategorie fallen in Baden-Württemberg insgesamt 39 Arten, im Schutzgebiet „Brandhalde“ lediglich eine Art.

#### Wanderfalke (Falco peregrinus)

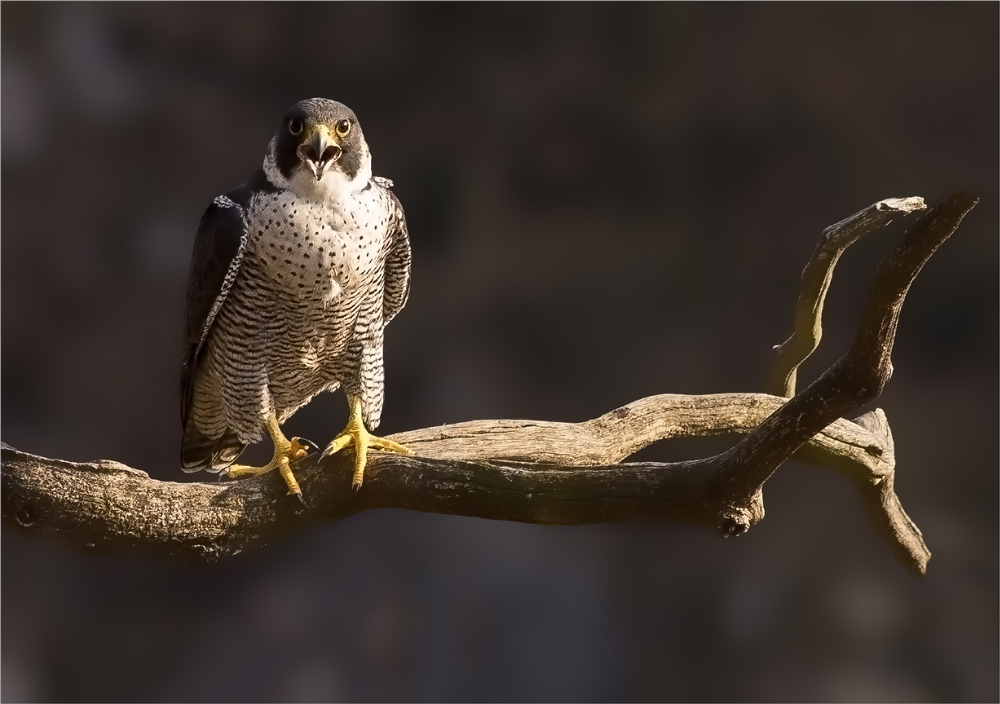
Wanderfalke

Erhaltung der offenen Felswände und von Steinbrüchen jeweils mit Höhlen, Nischen und Felsbändern, Erhaltung der Lebensräume ohne Gefahrenquellen wie nicht vogelsichere Freileitungen und ungesicherte Schornsteine sowie Erhaltung störungsfreier oder zumindest störungsarmer Fortpflanzungsstätten während der Fortpflanzung in der Zeit vom 15. Februar bis 30. Juli.

### Zugvögel
Weitere, nicht in Anhang I aufgelistete Zugvogelarten, die im Land brüten und für die Schutzgebiete ausgewählt wurden. In diese Kategorie fallen in Baden-Württemberg insgesamt 36 Arten, im Schutzgebiet „Brandhalde“ ist davon keine Art erfasst.

## Zusammenhängende Schutzgebiete
Das Naturschutzgebiet und das Vogelschutzgebiet sind deckungsgleich. als zusammenhängende Schutzgebiete ausgewiesen sind das 2.203 Hektar große FFH-Gebiet „Neckartal zwischen Rottweil und Sulz“ sowie das Landschaftsschutzgebiet „Neckartal mit Seitentälern von Rottweil bis Aistaig“, das 1.598 Hektar groß ist.